# Subgrupo Pirgua

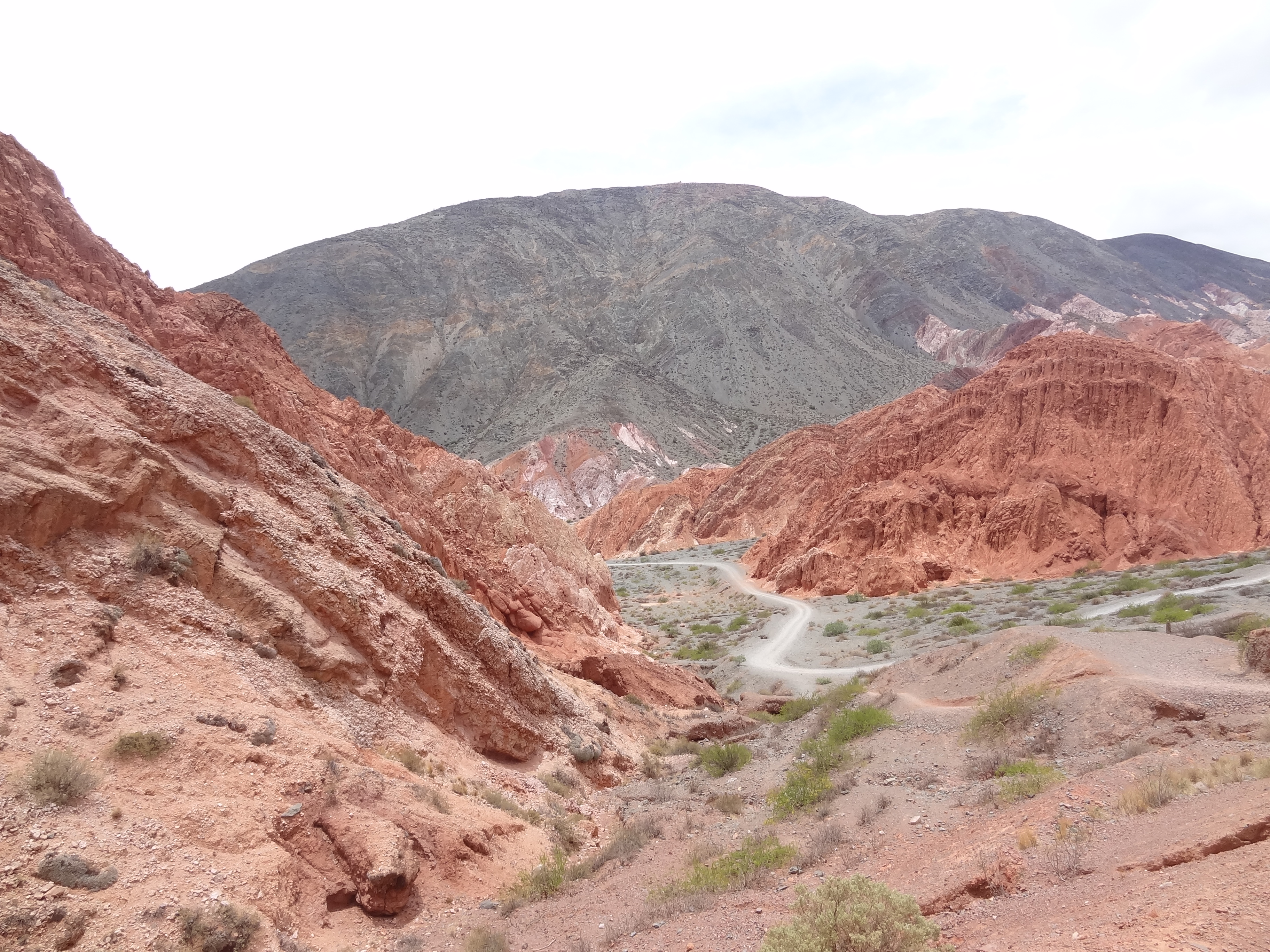
Fotografía del Paseo de Los Colorados (Purmamarca): Rocas con tonalidades rojizas correspondientes al Grupo Salta y depósitos cenozoicos.

El  Subgrupo Pirgua  es una unidad litoestratigráfica del Grupo Salta que se depositó del Neocomiano tardío al Maastrichtiano temprano. Los depósitos del subgrupo corresponden a la etapa de sin-rift de la Cuenca Cretácico-Paleógena del NOA o Cuenca del Grupo Salta que abarcó las provincias de Salta y Jujuy, y en menor medida, Formosa y Tucumán.
En la Subcuenca de Metán-Alemanía, Reyes y Salfity (1973) subdividieron el subgrupo en tres formaciones: La Yesera, Las Curtiembres y Los Blanquitos.

## Antecedentes
Esta unidad fue reconocida por primera vez por Bonarelli (1913), y posteriormente denominada “Formación Pirgua” por Vilela (1951). 
Luego, Reyes y Salfity (1973) propusieron un cambio de categoría a “Subgrupo” dado que se encontraron tres unidades formacionales en la Subcuenca Metán-Alemanía. 

## Distribución areal
Los afloramientos del Subgrupo Pirgua se encuentran en los tres depocentros principales que formaron la Cuenca Cretácica del Grupo Salta que son: Subcuenca de Tres Cruces,  Subcuenca de Lomas de Olmedo y Subcuenca de Metán-Alemanía.

## Litología
El Subgrupo Pirgua está compuesta por ciclos granodecrecientes de areniscas gruesas a finas, formando cuerpos tabulares a cuneiformes. Las areniscas están bien seleccionadas, y forman estructuras entrecruzadas tangenciales y planares que conforman sets de 2 m de espesor promedio. Las bases son planas a ligeramente erosivas y las superficies de reactivación suelen estar recubiertas por tapices de arcilla o limo (Sánchez y  Marquillas, 2010).

## Paleontología
Los principales hallazgos paleontológicos del Subgrupo Pirgua corresponden a restos de anuros como la Saltenia ibañenzi (Ibañez, 1960) y dinosaurios (Danieli y Porto, 1968).  Según Scanferla et al (2011), en la Formación Las Curtiembres se ha encontrado una asociación de fósiles vertebrados de agua dulce, entre los cuales se encuentran peces teleósteos, anuros pipidos, tortugas pleurodiras, mesoeucrocodilidos, dinosaurios terópodos no avianos y aves Enantiornithes. 

## Ambiente de depositación
En las subcuencas de Metán-Alemnía y Lomas de Olmedo, los ambientes de depositación son sistemas fluviales, barreales, lacustres y eólicos (Starck, 2011). El ambiente de depositación en la Subcuenca de Tres Cruces es eólico con dunas y zonas de interdunas asociadas (Clemmensen y Abrahamsen 1983 y Combina 2006). 

## Historia geológica
Durante el Cretácico inferior a superior, el NOA se encuentra sometido a un régimen extensional debido a una velocidad de roll back negativo de la trinchera, que deriva en la formación de una cuenca de rift continental conocida como Cuenca Cretácico-Paleógena o Cuenca del Grupo Salta. Este rift produce el fallamiento normal del basamento y las secuencias previas cambro-ordovícicas que forman el pre-rift. Durante el desarrollo de dicho rift, se deposita el Subgrupo Pirgua, formado por depósitos de secuencias siliciclástica de ambiente continental que constituyen el sin-rift. Acompañando a la sedimentación de esta etapa de sin-rift se desarrolló en la cuenca un notable vulcanismo alcalino (Gallisky y Viramonte, 1988).
A partir del Campaniano tardío (75 Ma) comienza la etapa de enfriamiento térmico del rift y comienza la depositación del Subgrupo Balbuena (Campaniano-Paleoceno inferior).

## Relaciones estratigráficas
La relación de base del Subgrupo Pirgua con el Cámbrico (Grupo Mesón) y el  Ordovícico (Grupo Santa Victoria) es una discordancia erosiva, y subyace al Subgrupo Balbuena en relación neta a erosiva (González et al 2003).

## Edad
La edad del Subgrupo está datado en las zonas donde se distinguen las formaciones que componen al Subgrupo Pirgua: el techo de la Formación Los Blanquitos se coloca en el Cretácico inferior, basado en el hallazgo de dinosaurios (Danieli y Porto, 1968). Las dataciones radimétricas de los basaltos intercalados en la Formación La Yesera y Formación Las Curtiembres presentan dos poblaciones de edades, una entre los 128 y 95 Ma y otra entre los 78 y 75 Ma (Galliski y Viramonte, 1988).